# Ruimte (natuurkunde)
Ruimte is een van de weinige fundamentele grootheden in de fysica. Dat betekent dat ruimte niet gedefinieerd kan worden door - oftewel herleid kan worden tot - andere, fundamentelere grootheden, omdat er niets fundamentelers bekend is. Ruimte wordt daarom, net als andere fundamentele grootheden zoals tijd en massa, bepaald door meting. 
Het standaard ruimte-interval is de meter, sinds 1983 gedefinieerd als de afstand die licht in 1/299.792.458 seconde in vacuüm aflegt. Deze definitie, die aan de huidige definitie van tijd wordt gekoppeld, maakt onze plaats-tijdruimte een Minkowski-ruimte en maakt de speciale relativiteitstheorie juist per definitie.
In de klassieke natuurkunde wordt de ruimte opgevat als een driedimensionale euclidische ruimte waarin elke positie kan worden beschreven door drie coördinaten. De relativistische natuurkunde houdt zich meer bezig met ruimtetijd die wordt gemodelleerd als een vierdimensionale topologische ruimte.